# Sindaci di Matera
Di seguito l'elenco cronologico dei sindaci di Matera e delle altre figure apicali equivalenti che si sono succedute nel corso della storia.

## Regno d'Italia (1860-1946)
Sindaci nominati con Regio Decreto (1860-1889)
| Periodo | Periodo | Primo cittadino            | Partito | Carica  | Note |
| ------- | ------- | -------------------------- | ------- | ------- | ---- |
| 1860    |         | Giovanni Corazza           |         | Sindaco | -    |
| 1860    | 1861    | Cataldo Passarelli         |         | Sindaco | -    |
| 1862    | 1863    | Tommaso Giura Longo        |         | Sindaco | -    |
| 1864    | 1872    | Salvatore Pelillo          |         | Sindaco | -    |
| 1873    | 1876    | Francesco Paolo Passarelli |         | Sindaco | -    |
| 1877    | 1880    | Giuseppe Gattini           |         | Sindaco | -    |
| 1881    | 1882    | Pietro Giura Longo         |         | Sindaco | -    |
| 1884    | 1886    | Lorenzo Marsilio           |         | Sindaco | -    |
| 1886    | 1889    | Francesco Paolo Passarelli |         | Sindaco | -    |

Sindaci eletti dal Consiglio comunale (1889-1926)
| Periodo | Periodo | Primo cittadino            | Partito | Carica  | Note |
| ------- | ------- | -------------------------- | ------- | ------- | ---- |
| 1889    | 1892    | Francesco Paolo Passarelli |         | Sindaco | -    |
| 1892    | 1893    | Luca Tortorelli            |         | Sindaco | -    |
| 1893    | 1899    | Domenico Ridola            |         | Sindaco | -    |
| 1899    | 1902    | Francesco Manfredi         |         | Sindaco | -    |
| 1902    | 1903    | Raffaele Sarra             |         | Sindaco | -    |
| 1904    |         | Antonio Rotunno            |         | Sindaco | -    |
| 1905    |         | Tommaso Vizziello          |         | Sindaco | -    |
| 1906    |         | Andrea Sarra               |         | Sindaco | -    |
| 1907    | 1912    | Francesco Manfredi         |         | Sindaco | -    |
| 1914    | 1919    | Gabriele Giordano          |         | Sindaco | -    |
| 1920    | 1921    | Francesco Montemurro       |         | Sindaco | -    |
| 1922    | 1926    | Gabriele Giordano          |         | Sindaco | -    |

Podestà nominati dal Governo fascista (1926-1944)
| Periodo         | Periodo          | Primo cittadino         | Partito | Carica                  | Note |
| --------------- | ---------------- | ----------------------- | ------- | ----------------------- | ---- |
| 1927            | 1930             | Francesco Ruggieri      | PNF     | Podestà                 | -    |
| 1930            | 1931             | Francesco Saverio Sarra | PNF     | Podestà                 | -    |
| 1932            |                  | Pietro De Sarlo         | PNF     | Podestà                 | -    |
| 1933            | 1935             | Luigi Schiuma           | PNF     | Podestà                 | -    |
| 1935            | 1940             | Francesco Saverio Sarra | PNF     | Podestà                 | -    |
| 1940            |                  | Vincenzo Pizzolorusso   |         | Commissario Prefettizio | -    |
| 1940            | 1943             | Francesco Mitarotonda   | PNF     | Podestà                 | -    |
| 1943            |                  | Guido Tamburro          |         | Commissario Prefettizio | -    |
| 4 novembre 1943 | 28 febbraio 1944 | Domenico Latronico      |         | Comm. pref.             | -    |

Sindaci nominati dal Prefetto (1944-1946)
| Periodo           | Periodo          | Primo cittadino       | Partito              | Carica      | Note                                     |
| ----------------- | ---------------- | --------------------- | -------------------- | ----------- | ---------------------------------------- |
| 1º marzo 1944     | 28 febbraio 1945 | Domenico Latronico    |                      | Sindaco     |                                          |
| 1º marzo 1945     | 31 maggio 1945   | Eustachio Di Cuia     |                      | Sindaco     | È soprannominato "il sindaco contadino". |
| 1º giugno 1945    | 9 settembre 1945 | Ettore Cuscianna      |                      | Comm. pref. |                                          |
| 10 settembre 1945 | 10 ottobre 1945  | Carlo Giudicepietro   |                      | Comm. pref. |                                          |
| 11 ottobre 1945   | 30 ottobre 1945  | Vincenzo Della Monica |                      | Comm. pref. |                                          |
| 1º novembre 1945  | 29 aprile 1946   | Giovanni Padula       | Democrazia Cristiana | Sindaco     |                                          |

## Repubblica Italiana (dal 1946)
| Sindaci eletti dal Consiglio comunale (1946-1994)    | Sindaci eletti dal Consiglio comunale (1946-1994) | Sindaci eletti dal Consiglio comunale (1946-1994) | Sindaci eletti dal Consiglio comunale (1946-1994) | Sindaci eletti dal Consiglio comunale (1946-1994) | Sindaci eletti dal Consiglio comunale (1946-1994) | Sindaci eletti dal Consiglio comunale (1946-1994) | Sindaci eletti dal Consiglio comunale (1946-1994) | Sindaci eletti dal Consiglio comunale (1946-1994) |
| Nominativo                                           | Nominativo                                        | Partito                                           | Partito                                           | Partito                                           | Partito                                           | Mandato                                           | Mandato                                           | Elezione                                          |
| Nominativo                                           | Nominativo                                        | Partito                                           | Partito                                           | Partito                                           | Partito                                           | Inizio                                            | Fine                                              | Elezione                                          |
| ---------------------------------------------------- | ------------------------------------------------- | ------------------------------------------------- | ------------------------------------------------- | ------------------------------------------------- | ------------------------------------------------- | ------------------------------------------------- | ------------------------------------------------- | ------------------------------------------------- |
|                                                      | Giovanni Padula                                   |                                                   | Democrazia Cristiana                              | Democrazia Cristiana                              | Democrazia Cristiana                              | 1946                                              | 1952                                              | Elezione 1946                                     |
|                                                      | Giuseppe Lamacchia                                |                                                   | Democrazia Cristiana                              | Democrazia Cristiana                              | Democrazia Cristiana                              | 1952                                              | 1956                                              | Elezione 1952                                     |
|                                                      | Francesco Padula                                  |                                                   | Democrazia Cristiana                              | Democrazia Cristiana                              | Democrazia Cristiana                              | 1956                                              | 1957                                              | Elezione 1956                                     |
|                                                      | Mario Federico Magno (Commissario prefettizio)    | –                                                 | –                                                 | –                                                 | –                                                 | 1957                                              | 1958                                              | –                                                 |
|                                                      | Pietro Curione (Commissario prefettizio)          | –                                                 | –                                                 | –                                                 | –                                                 | 1958                                              | 1960                                              | –                                                 |
|                                                      | Ottavio Lo Nigro                                  |                                                   | Democrazia Cristiana                              | Democrazia Cristiana                              | Democrazia Cristiana                              | 1960                                              | 1965                                              | Elezione 1960                                     |
|                                                      | Giuseppe Lamacchia                                |                                                   | Democrazia Cristiana                              | Democrazia Cristiana                              | Democrazia Cristiana                              | 1965                                              | 1967                                              | Elezione 1964                                     |
|                                                      | Michele De Ruggieri                               |                                                   | Democrazia Cristiana                              | Democrazia Cristiana                              | Democrazia Cristiana                              | 1967                                              | 1968                                              | Elezione 1964                                     |
|                                                      | Pietro Boccuccia (Commissario straordinario)      | –                                                 | –                                                 | –                                                 | –                                                 | 1968                                              | 1969                                              | –                                                 |
|                                                      | Francesco Andrea Gallo                            |                                                   | Democrazia Cristiana                              | Democrazia Cristiana                              | Democrazia Cristiana                              | 1969                                              | 1975                                              | Elezione 1969                                     |
|                                                      | Domenico Di Gioia (Commissario prefettizio)       | –                                                 | –                                                 | –                                                 | –                                                 | 1975                                              | 1975                                              | –                                                 |
|                                                      | Francesco Padula                                  |                                                   | Democrazia Cristiana                              | Democrazia Cristiana                              | Democrazia Cristiana                              | 1975                                              | 1978                                              | Elezione 1975                                     |
|                                                      | Antonio Fiamma                                    |                                                   | Democrazia Cristiana                              | Democrazia Cristiana                              | Democrazia Cristiana                              | 1978                                              | 1980                                              | Elezione 1975                                     |
|                                                      | Francesco Di Caro                                 |                                                   | Democrazia Cristiana                              | Democrazia Cristiana                              | Democrazia Cristiana                              | 1980                                              | 1984                                              | Elezione 1980                                     |
|                                                      | Alfonso Pontrandolfi                              |                                                   | Partito Socialista Italiano                       | Partito Socialista Italiano                       | Partito Socialista Italiano                       | 1984                                              | 1986                                              | Elezione 1984                                     |
|                                                      | Francesco Saverio Acito                           |                                                   | Democrazia Cristiana                              | Democrazia Cristiana                              | Democrazia Cristiana                              | 1986                                              | 1989                                              | Elezione 1984                                     |
| 1989                                                 | Francesco Saverio Acito                           | 1994                                              | Democrazia Cristiana                              | Democrazia Cristiana                              | Democrazia Cristiana                              | Elezione 1989                                     |                                                   |                                                   |
|                                                      | Giacomo Mendolia (Commissario prefettizio)        | –                                                 | –                                                 | –                                                 | –                                                 | 1994                                              | 1994                                              | –                                                 |
| Sindaci eletti direttamente dai cittadini (dal 1994) |                                                   |                                                   |                                                   |                                                   |                                                   |                                                   |                                                   |                                                   |
| Nominativo                                           | Nominativo                                        | Partito                                           | Partito                                           | Coalizione                                        | Coalizione                                        | Mandato                                           | Mandato                                           | Elezione                                          |
| Nominativo                                           | Nominativo                                        | Partito                                           | Partito                                           | Coalizione                                        | Coalizione                                        | Inizio                                            | Fine                                              | Elezione                                          |
|                                                      | Mario Manfredi                                    |                                                   | Indipendente                                      |                                                   | PDS-PRC-FdV                                       | 8 luglio 1994                                     | 8 giugno 1998                                     | Elezione 1994                                     |
|                                                      | Angelo Minieri                                    |                                                   | Democratici di Sinistra                           |                                                   | DS-PPI-RI-PS-PRC-FdV                              | 8 giugno 1998                                     | 28 maggio 2002                                    | Elezione 1998                                     |
|                                                      | Michele Porcari                                   |                                                   | Democratici di Sinistra                           |                                                   | DS-DL-UDEUR-PRC-PdCI-FdV                          | 28 maggio 2002                                    | 12 giugno 2007                                    | Elezione 2002                                     |
|                                                      | Emilio Nicola Buccico                             |                                                   | Alleanza Nazionale                                |                                                   | FI-AN-UdC                                         | 12 giugno 2007                                    | 26 ottobre 2009                                   | Elezione 2007                                     |
|                                                      | Sandro Calvosa (Commissario prefettizio)          | –                                                 | –                                                 | –                                                 | –                                                 | 28 ottobre 2009                                   | 13 aprile 2010                                    | –                                                 |
|                                                      | Salvatore Adduce                                  |                                                   | Partito Democratico                               |                                                   | PD-IdV-ApI-UdC-PSI                                | 13 aprile 2010                                    | 15 giugno 2015                                    | Elezione 2010                                     |
|                                                      | Raffaello De Ruggieri                             |                                                   | Indipendente                                      |                                                   | FI-AP-PpI-L. civiche                              | 15 giugno 2015                                    | 6 ottobre 2020                                    | Elezione 2015                                     |
|                                                      | Domenico Bennardi                                 |                                                   | Movimento 5 Stelle                                |                                                   | M5S-Volt-EV-PSI-L. civica                         | 6 ottobre 2020                                    | 22 ottobre 2024                                   | Elezione 2020                                     |
|                                                      | Raffaele Ruberto (Commissario prefettizio)        | –                                                 | –                                                 | –                                                 | –                                                 | 23 ottobre 2024                                   | 10 giugno 2025                                    | –                                                 |
|                                                      | Antonio Nicoletti                                 |                                                   | Indipendente                                      |                                                   | FdI-FI-UdC-L. civiche                             | 10 giugno 2025                                    | in carica                                         | Elezione 2025                                     |